# Sejm zwyczajny 1661
Sejm 1661 – sejm zwyczajny I Rzeczypospolitej został zwołany 29 grudnia 1660 roku do Warszawy (pierwotnie do Lwowa na 29 kwietnia 1661). 
Sejmiki przedsejmowe w województwach odbyły się 28 marca, a pruski powtórny 26 kwietnia 1661. Marszałkiem sejmu obrano Michała Kazimierza Radziwiłła, podczaszego wielkiego litewskiego. 
Obrady trwały od 2 maja do 18 lipca 1661 roku. 
Podczas rugów poselskich, podjęto nieudaną próbę usunięcia z sejmu księcia Bogusława Radziwiłła. Sprawa elekcji vivente rege spotkała się z negatywną reakcją szlachty i została odłożona do następnego sejmu. Ratyfikowano natomiast postanowienia pokoju w Oliwie, kończącego wieloletnie wojny ze Szwecją, w tym również niezwykle trudną i niebezpieczną dla Rzeczypospolitej wojnę z lat 1655-1660. Zatwierdzono również ugodę cudnowską z Kozakami, którą zawarto w następstwie udanej bitwie pod Cudnowem. Nie zrealizowano wszystkich płatności dla wojska kwarcianego, ale przeprowadzono sporo nobilitacji, zwłaszcza dla zasłużonych spośród żołnierzy zaporoskich.